# Aechmea cathcartii
Aechmea cathcartii là một loài thực vật có hoa trong họ Bromeliaceae. Loài này được C.F.Reed & Read mô tả khoa học đầu tiên năm 1981.